# 히요시촌 (에히메현 오치군)
히요시촌(日吉村)은 에히메현 오치군에 설치된 촌이다. 